# Busogo
Busogo est une ville du secteur Busogo du district de Musanze, de la province du Nord au Rwanda.

## Géographie
Le campus de Busogo est le siège du collège d'agriculture et de médecine vétérinaire. Il est situé près du parc national des volcans.

## Population
La ville contient 28.264 habitants en 2022.